# Jean Morély
Jean-Baptiste Morély, dit de Villiers, appelé aussi Morelly, en réalité Morel, en latin Morelius, né vers 1524 à Paris, et mort vers 1594 en Angleterre, est un théologien protestant français.

## Biographie
Fils de Jean Morelli, médecin ordinaire de François Ier, originaire de Normandie, Morély était réfugié avec sa famille à Genève pour cause de religion. Homme d’esprit et de savoir, et plein de zèle pour la Réforme, il ne trouvait pas dans les temps apostoliques le modèle du consistoire tel que Jean Calvin l’avait organisé. L’histoire de l’Église chrétienne lui montrant, au contraire, l’assemblée entière des fidèles appelée, jusqu’à l’origine de la hiérarchie, à prononcer en dernier ressort sur toutes les questions importantes concernant la doctrine, les mœurs, l’élection des pasteurs, etc., il osa exprimer le vœu d’un retour à l’ancienne constitution démocratique des communautés chrétiennes, dans un ouvrage qu’il soumit au jugement du réformateur lui-même. Calvin, qui n’aimait que l’on critique ni ses doctrines ni ses institutions, lui retourna son ouvrage avec un billet portant qu’il n’avait pas le temps de lire un si gros volume écrit sur un sujet qui avait été décidé par la Parole de Dieu. Morély, blessé peut-être de ce procédé, envoya son manuscrit à Lyon, sans le soumettre à la censure, obligation à laquelle les ministres eux-mêmes, y compris Calvin, étaient astreints, et le fit imprimer sous le titre de Traicté de la discipline et police chrétienne, à Lyon, de Tournes, 1564, in-4° en le plaçant sous le patronage de Viret.
Cet ouvrage n’est pas moins remarquable par la clarté et la correction du style que par la force des raisonnements ; la plus grande modération y règne d’ailleurs d’un bout à l’autre, et l’on y chercherait en vain une attaque directe contre la discipline calviniste. Le seul reproche que l’on serait peut-être en droit d’adresser à l’auteur, c’est qu’il choisit un moment peu opportun pour le mettre au jour ; mais l’inopportunité d’une publication est-elle une raison suffisante pour la condamner, comme le synode national d’Orléans condamna, en 1562, le traité de Morély, qui le lui avait présenté lui-même, et surtout pour en excommunier l’auteur ? Beaucoup de personnes, et des plus zélées pour la Cause, trouvèrent la sentence du Synode très étrange. Soubise, entre autres, s’en expliqua vivement avec Théodore de Bèze, qui parvint à le calmer, sans doute, en insistant sur les considérations politiques. Morély, qui s’était rendu à Orléans, pour y défendre ses opinions, se retira alors à Tours, où il trouva dans le pasteur Saint-Germain un adversaire aussi ardent que Bèze lui-même. Il retourna donc à Genève, au mois de novembre 1562.
Peu de temps après son arrivée, Morély reçut une citation à comparaître devant le consistoire pour avoir à se rétracter. Il refusa d’obéir en offrant toutefois de se soumettre au jugement de Farel, de Viret et de Calvin. Ce dernier ne voulut pas accepter le rôle d’arbitre, en déclarant qu’il n’était pas supérieur au Synode qui avait prononcé la condamnation. Morély demanda alors la permission de se défendre par écrit ; mais le consistoire « attendu qu’il ne respondoit pertinemment et qu’il sçavoit cependant bien maintenir ses erreurs, » l’excommunia, le 31 août 1563, et le déféra, comme schismatique, au Conseil qui fit brûler son livre par la main du bourreau et en défendit la vente, le 16 septembre. L’irritation ne fit que croître entre les deux partis. Trois synodes nationaux, celui de Paris, en 1565, celui de La Rochelle, en 1574, et celui de Nîmes, en 1572, furent encore appelés à s’occuper de cette question, et la résolurent contre Morély, en condamnant de nouveau comme hérétique son Traité de la discipline et en ajoutant à cette condamnation celle de sa Réponse à la Confirmation de la discipline, sur le rapport de Bèze, Chandieu et Beaulieu, chargés de l’examiner.
Dès 1563, Morély avait prudemment quitté Genève. Une lettre d’Hespérien à Bèze, montre qu’en 1566, il remplissait les fonctions de précepteur auprès du fils de Jeanne d’Albret, qui, sur les instances du consistoire de Genève, le remercia de ses services et le remplaça par Milet. Nous savons déjà par une autre lettre du ministre de Lestre que « beaucoup de grands personnages » partageaient ses opinions. On peut donc conclure de là qu’il fut victime des passions cléricales, et qu’il ne fut poursuivi avec tant d’acharnement par les ministres que parce que ses doctrines menaçaient leur autorité. Il est regrettable que Bèze soit intervenu aussi activement dans une persécution exercée contre un homme dont la seule faute était de vouloir ramener véritablement l’Église aux institutions de l’âge apostolique.
Après sa dernière condamnation au Synode de Nîmes, l’église de Paris, qui jusque-là ne lui avait pas été hostile, se tourna aussi contre lui. À dater de cette époque, Morély disparaît de la scène. Tout porte à croire qu’il passa en Angleterre, et qu’il est le même que Jean Morel ou plutôt Moreli (Joannes Morelius), fugitif de France pour cause de religion, déjà vieux et presque décrépit en 1589, comme il le dit lui-même dans la dédicace à la reine Élisabeth de son Tractatus de ecclesiâ ab Antichristo per ejus excidium liberandâ, eâque ex Dei promissis beatissime reparandâ : cui addita est ad calcem verissima certissimaque ratio conciliandi dissidii de coenâ Domini, Londres, 1589, in-8° ; trad. en allemand par F. Kranmeyer, sous le titre de Extirpatio Antichristi, sive Explicatio in Apocalyps. S. Joannis qualiter Antichristus ex christianâ Ecclesiâ exterminari possit, cum solutione litis de coenâ Domini, Bâle, 1594, in-12.
Ce Jean Moreli, dont Lelong fait à tort un Allemand, dans sa Bibliotheca sacra, a encore publié, selon Watt, Verborum latinorum cum græcis anglicisque conjunctorum locupletissimi commentarii, Londres, 1583, in-fol.